# Marcel Pavel
Marcel Pavel (* 4. Dezember 1959 in Independența im Kreis Galați) ist ein rumänischer Sänger.

## Hintergrund
Im Jahr 2002 gewann Pavel den nationalen Vorentscheid für den Eurovision Song Contest zusammen mit Monica Anghel. Beim Contest erreichten sie mit ihrer Ballade Tell Me Why den 9. Platz, das beste Ergebnis für Rumänien zu diesem Zeitpunkt.

## Diskografie
Alben
- 2000: Frumoasa mea
- 2001: Concert live la Ateneul Român – Marcel Pavel şi invitaţii săi
- 2001: Te vreau lângă mine
- 2004: Doar pentru tine
- 2007: De dragul tau